# 水含羞草
水含羞草（學名：Neptunia oleracea），又名水生含羞草或敏感假含羞草，常見野草，屬豆科蘇木亞科含羞草支序的泛熱帶多年生固氮。有敏感葉片；可藥用；其嫩莖、葉及荚果可供人類食用；保土植物，在東南亞亦是經濟作物。
根據《植物學名命名法》，本物種的種小名oleracea的意思是「蔬菜/草本植物」 ，源自拉丁文的holeraceus。

## 描述
植物的Aerenchyma（一種白色海綿狀的空氣傳導組織，能為植物的茎提供浮力）在漂浮在水中的莖上形成，但在陸地上生長的莖上不形成。植物通常會長到6英寸高，但莖會在水中蔓延到3-5英寸長。莖上長有雙羽狀、細密、含羞草狀的敏感葉片，觸摸時就會關閉。初級葉片具有8-40個小長方形的小葉，成對成對。微小的黃綠色花朵密集地簇擁成羽毛狀的圓形花序，在夏天開花。果實是扁平的豆莢（長1-2英寸）。漂浮水生植物的莖通常形成濃密的葉片席子，在某些熱帶水域被認為是一種入侵性水草，可能形成大席子而阻塞水道，導致水流受限，水質下降，魚類活動減少以及一些水下和本土濕地植物的流失。

## 棲息地
主要在水邊緣附近的潮濕土壤中生長或在相對靜止的水域中漂浮在水中。水含羞草的原生棲息地未知，但一些專家認為它位於墨西哥至南美洲北部。

## 用途

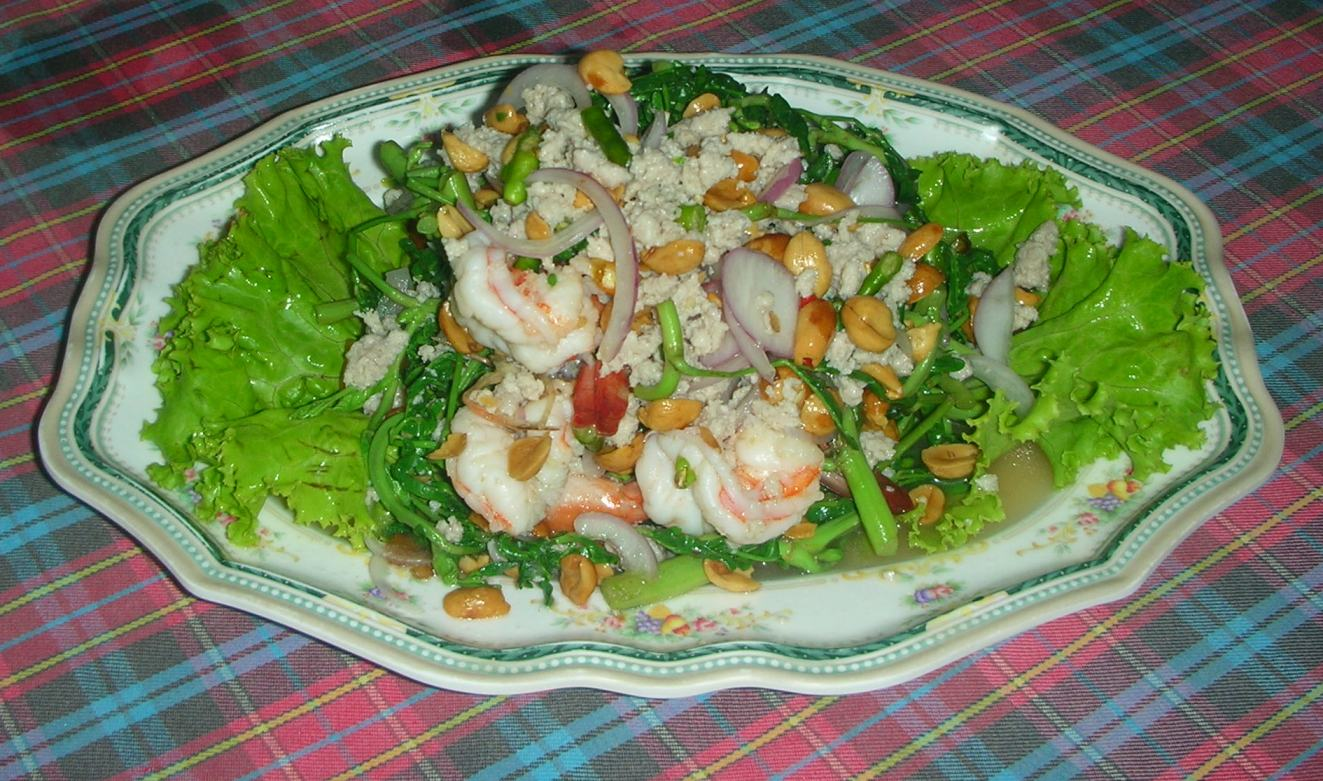
Yam phak krachet, a Thai salad made with water mimosa

### 食用
在東南亞，本物種常被作為經濟作物而種植，其葉和芽有與甘藍一樣的味道。
莖和豆莢的幼芽可以食用，通常在泰國和柬埔寨以生菜的形式食用，就像大米那樣。
嫩葉、嫩梢和嫩莢通常可以生吃，也可以在炸薯條和咖哩中食用，例如kaeng som。

### 醫療用途
當水含羞草作藥用時，會取其莖及根之汁液。有研究指全植物提取物對腫瘤細胞系表現出細胞毒性活性，而該草藥提取物具有保肝活性。

## 外部連結
- 維基物種上的相關：水含羞草
- The Vegetable Sector in Thailand （页面存档备份，存于）
- West African plants（西非植物攝影指南）中有關Neptunia oleracea的資料